# Elmaçayır, İnegöl
Elmaçayır là một xã thuộc huyện İnegöl, tỉnh Bursa, Thổ Nhĩ Kỳ. Dân số thời điểm năm 2011 là 122 người.